# باري تشرتش
باري تشرتش (بالإنجليزية: Barry Church)‏ هو لاعب كرة قدم أمريكية أمريكي، ولد في 11 فبراير 1988 في بيتسبرغ في الولايات المتحدة.

## وصلات خارجية
- باري تشرتش على موقع مرجع كرة القدم المحترفة.كوم (الإنجليزية)